# Johnny Nash
John Lester Nash Jr. (19. srpna 1940, Houston, Texas, USA – 6. října 2020, tamtéž) byl americký zpěvák. Proslavil ho především hit z roku 1972 I Can See Clearly Now.
Narodil se v texaském Houstonu. Byl prvním nejamajským zpěvákem, který začal v jamajském Kingstonu nahrávat hudbu ve stylu reggae. Věnoval se ale jiným hudebním žánrům.
Zemřel ve věku 80 let.